# Pistolet maszynowy EMP
ERMA Maschinenpistole (MPE, EMP, EMP 35) – niemiecki pistolet maszynowy, opracowany w 1935 roku przez Heinricha Vollmera i produkowany w Belgii i Niemczech.

## Historia
W 1927 roku niemiecki konstruktor Heinrich Vollmer skonstruował pistolet VMP. Była to konstrukcja wzorowana na MP 18. Największą zmianą w stosunku do pierwowzoru był nowy sposób mocowania sprężyny powrotnej. W MP 18 sprężyna o małej średnicy była osadzona na długiej żerdzi, która chroniła ją przed wyboczeniem podczas ściskania. Vollmer zamiast żerdzi zastosował tuleję z umieszczoną wewnątrz sprężyną wsuwającą się teleskopowo do wnętrza zamka. Vollmerowi nie udało się uruchomić produkcji VMP, ale jego konstrukcja była na tyle udana, że pod koniec lat 20. XX wieku firma Vollmera została przejęta przez Erfurter Maschinenfabrik B. Geipel GmbH z Erfurtu.
W 1930 roku Geipel opatentował pneumatyczny opóźniacz zamka, którego główną część stanowiła skonstruowana przez Vollmera tuleja otaczająca sprężynę powrotną. Według założeń, kiedy zamek znajdował się w innych położeniach niż skrajne przednie i skrajne tylne, wnętrze tulei i przestrzeni wewnątrz zamka miała być szczelne. Po wystrzale cofający się zamek sprężał zawarte wewnątrz tulei i zamka powietrze. Po dojściu zamka w skrajne tylne położenie następowało rozszczelnienie układu i wyrównanie ciśnienia na zewnątrz i wewnątrz zamka. W czasie ruchu zamka do przodu ciśnienie wewnątrz układu zamek-tuleja sprężyny powrotnej spadało poniżej ciśnienia atmosferycznego, co także zmniejszało szybkość części ruchomych. Zastosowanie pneumatycznego opóźniacza miało zmniejszyć szybkostrzelność teoretyczną, ale jak wykazały badania przeprowadzone po II wojnie światowej w Wojskowej Akademii Technicznej, w praktyce różnica szybkostrzelności teoretycznej pomiędzy bronią z opóźniaczem o takiej konstrukcji a bronią tego urządzenia pozbawioną jest minimalna.
W 1931 roku Vollmer zrezygnował z dalszej pracy w Ermie, ale nie zakończyło to dalszych prac nad jego pistoletem maszynowym. W 1934 roku rozpoczęto jego produkcję jako Erma Maschinenpistole (EMP). Głównymi zmianami w stosunku do VMP było zastosowanie opóźniacze pneumatycznego i osłonięcie lufy perforowanym płaszczem. Poza zakładami Erfurter Machinenfabrik (ERMA) produkowany był w Belgii. Dostosowany był do naboju pistoletowego 9 mm Parabellum, a także w wersjach przystosowanej do nabojów pistoletowych: 7,65 mm Parabellum, 7,63 mm Mauser i 9 mm Bayard.
W 1935 roku po odrzuceniu przez Niemcy ograniczeń traktatu wersalskiego niewielką liczbę pistoletów maszynowych EMP zamówił Wehrmacht. Wersja dla Wehrmachtu, oznaczona jako EMP 35 różniła się od komercyjnych EMP brakiem składanej podpórki w przednim chwycie.
EMP znajdował się na uzbrojeniu wielu krajów. Na bazie tego pistoletu maszynowego produkowanego w Belgii został opracowany polski pistolet maszynowy Mors.

## Opis konstrukcji
Pistolet maszynowy EMP jest bronią samoczynno-samopowtarzalną działającą na zasadzie odrzutu zamka swobodnego. Układ części głównych a także iglicy jest taki sam jak w pistolecie maszynowym Bergman, różni się jedynie mniejszą średnicą i wydłużeniem. Zasilanie odbywa się z dwurzędowego magazynka pudełkowego o pojemności 32 nabojów, dostawianego z lewej strony broni. Pistolet wyposażony jest w stałą kolbę drewnianą i posiada w dolnej części łoża chwyt, w którym umieszczono wysuwaną podpórkę. Przełącznik rodzaju ognia umieszczony jest z prawej strony nad kabłąkiem i może być łatwo uruchomiony kciukiem prawej ręki bez odejmowania broni od ramienia. Celownik krzywkowy z nastawami na odległość do 800 m. Pistolet maszynowy ma nasadę do mocowania bagnetu.